# Tabajd
Tabajd község Fejér vármegyében, a Bicskei járásban.

## Fekvése
Fejér vármegye középső részén, a Váli-víz mellett, a Váli völgyben, Vál és Alcsútdoboz között fekszik, a Baracska-Alcsútdoboz közti 8111-es út mentén. Alcsútdoboz 3,5, Vál 5, Felcsút 9, Kajászó 10, Baracska pedig 14,5 kilométer távolságra található innen.

## Története
A település és környéke már az ókorban is lakott hely volt, amit az itt talált, római korból származó leletek is bizonyítanak. Szomszéd község: Vál, "Vale", jelentése: vízfolyás, patak, völgy, etruszk és Latin nyelven, olaszul is! Az Ókori Római Birodalom, és Nyugat-Római Birodalom idején Tabajd községet valószínűleg "Tebald"  néven nevezték, innen ered a későbbi középkori, és jelenkori elnevezés. A "Tebald" név az Etruszk-Latin nyelvterületeken gyakori. (pl. település Veronától Északra, Tebald. )
Tabajd nevét az oklevelekben 1228-ban említik először, ekkor Toboydként írják, majd 1231-ben Thuboyd alakban van említve, a település ekkor a Csák nemzetség birtoka. 1228-ban és 1231-ben Csák nemzetségbeli Miklós ispán fiaira, Lőrincre és Izsákra hagyta a falut. 1326-ban Csák nemzetségbeli István fiai itteni részeiket átadták csereként Károly Róbert királynak Mihály pap üresedésben lévő tabajdi káplánsága fejében. 1332-ben papja 10 gs. pápai tizedet fizetett. 1339-ben a Tabajd falubeliek Sávoly birtok ügyében tanúskodnak, s ugyanekkor említik Tabajdi Pétert mint királyi embert.
1526-ban a mohácsi csatatérről Budára vonuló török sereg a falut elpusztította, lakosságának jó része a maróti (ma: Pusztamarót) erdőségbe menekült, s ott elsáncolta magát több más falu lakosságával egyetemben. Később egy török őrjárat az erdőben bujkálókra lelt, és jelentős számban elpusztította az elmenekült lakosságot. Ezt követően a település közel 15 éven keresztül lakatlan volt. Lakossága lassanként szivárgott vissza.
A török uralom idején a török adóösszeírás lajstromában Alsó- és Felső-Tabajd néven említik. Az 1559-es évben keletkezett török adójegyzék szerint a falunak akkor harminc háza volt. 1580–1581-ben pedig név szerint is megemlít az írás 43 adózót a községből. A névfelsorolás alapján az látszik, hogy a település férfi tagjai magyar nevű emberek voltak, s a török összeíró hozzáteszi, a lakosok mind a „magyar vallást” követik, ami a Kálvin-féle irányzat akkori megnevezése volt, és amit ma református hitet követő gyülekezetnek mondanánk. A 43 adózóhoz azonban nem vették listára a szegényeket, akik nem tudtak adót fizetni sem, s ha hozzávesszük a gyerekeket, asszonyokat, akkor bizony száz fölötti lakosságszámmal lehet számolni a török időkben Tabajdon.
A község több hullámban, több alkalommal néptelenedett el, majd a visszatelepülésekkel újra és újra kezdte az életet az itt élő lakosság. 1591–1606 között a Fejér vármegyében állandósuló harcok idején lakossága ismét megfogyatkozott, olyannyira, hogy az iratok „Villa-Thabaid” néven említik, vagyis nem falu, hanem inkább csak majorság. Ám az 1648-ból fennmaradt összeírás már újból possessio, azaz faluként említette. Az összeírás tanúsága szerint a településnek templomháza is van ekkor. Azonban a település az 1683-ban Bécs alá vonuló nagy létszámú török sereg útjába került. Tabajdot a török sereg kifosztotta, házait felgyújtották, lakossága a környéken menekülve szétszóródott. Tíz évig tartott, mire az üresen álló falu ismét benépesült. „a vad ellenség felgyújtván a falut, pusztán maradt egészen 1694 évig, amidőn a kálvinisták visszatelepedtek”
A kuruc világ ismét sanyarú sorsot hoz a községre. „Tabajdon a parasztok titkos gyűléseket tartván Rákóczy Ferenc érdekében” – áll egy jelentésben a Székesfehérvári Levéltárban. A császári erők ellenségnek tekintvén a falut különítményt küldtek elpusztítására. 1707-ben a császári erők a falu marháit elhajtották élelmezési hadizsákmányként, s gabonájától, boraitól, nagy számú aprójószágától is megszabadították a lakosságot. Fejér vármegye főszolgabírája ekkor írta jelentésében, hogy: „Tabajd annyira megromlott, hogy majdnem végpusztulásra jut”.
1713-as felirattal jelent meg ekkoriban Tabajd község első saját pecsétnyomója is, amelyen az évszámon kívül egy búzakalász és egy ekevas stilizált képe volt. Egy 1721-es összeírás már 150 főt meghaladó faluról beszélt. Akkori lakossága mezőgazdaságból él. Főképp földművesek éltek itt, valamint szőlőművelés, juhászat biztosította a megélhetést. 1832 tavaszán elkezdték a korábbi református templom elbontását, amelyet 1724-ben emeltek. Az új templom épületét 1833. szeptember 8-án szentelték fel, és 7426 akkori váltó forintba került az építkezés. A templomot Mészöly András negyven esztendőn keresztül tartó lelkipásztorkodása alatt még több alkalommal építették át, bővítették.
A falu harangházat (1839), szőlő-présházat (1841), felújított paplakot (1843), új iskolát (1846) és az iskolához kapcsolt gazdaságiiskola-épületrészt kapott az idők során. Az 1890-es összeírás szerint a település lakóinak száma 1175 fő: földműves, juhász, borász, vagyis legfőképpen mezőgazdálkodásból éltek. A faluhoz tartozó magánszemélyek összesen hatvanhét katasztrális holdon gazdálkodnak ekkoriban, de jelentős a művelt legelők száma is. A községben 1869-ben díszes és tágas paplakot építettek, majd 1877-ben felújították a templom tetőzetét, míg a falu elöljáróságának hathatós támogatásával 1890-ben toronyóra is készült. A község lakosságszámának folyamatos emelkedése miatt szükségessé vált az iskolaépület bővítése is, amelyre 1887-ben került sor 500 forint értékben.
1944-ben 1445 lakost számlált a község, területe 4620 kat. holdra rúgott, s mezőgazdasági jellegű településként tartották nyilván. A használható földterület jelentősebb része módosabb gazdák (35-40 család) tulajdonát képezte, a nincstelen családok száma meghaladta a 90-et. A második világháború idején 358 tabajdi férfi vonult be katonának. 1944 decemberének közepén a községben megélénkült a hadi tevékenység, a szovjet csapatok egyre gyorsabban közeledtek Tabajd felé. A környező községekből a német és a magyar katonai alakulatok észak felé húzódtak. A gyors szovjet támadások miatt a németeknek arra sem maradt idejük, hogy kitelepítsék a polgári lakosságot. Csákvárról, Szárról, Bodmérről és Bicskéről érkeztek menekültek Tabajdra.
A 46. hadtest és 4. gárdahadsereg csapatai december 23-ára áttörték a Margit-vonalat, s 100 km-re kiszélesítették azt.
A Vörös Hadsereg először Vál felől támadott, december 24-én. De a főutat keresztező patak hídját a németek felrobbantották. S miután 2 T34-es harckocsi is beragadt a patakba, kitérő utat kerestek balra, egészen a malom-csatornáig mentek. Ezután,  Vértesacsa irányából visszatérve  próbáltak bekerítő műveletet folytatni. de az 5 db, német Király-Tigris típusú harckocsi sikeresen kihátrált, Bicske irányába. A harc kb. 4 óra hosszan tartott, és 36 szovjet katona halálát okozta. Ezek után a harcok január közepéig, váltakozó sikerrel tovább folytak a környéken. A harcok megszűntével a község lakói előmerészkedtek a pincékből és ideiglenes bunkereikből, s egyhamar megindult az élet.
A község 365 háza közül 10 vált lakhatatlanná a harcok során, 10 házat nagyobb javításokkal sikerült csak helyreállítani, megsérült számos középület is. Az állatállomány a következőkből állt: 76 igás ló (ebből 18 pár beteg), 4 pár ökör, 178 tehén és üsző, 15 borjú, 33 anyasertés, 24 süldő, 286 malac, 15 kacsa és 80 tyúk. Az 1945-ös földosztás során 136 család kapott földet és 80 család házhelyet. A kiosztott földterület 614 kat. hold és 1133 négyszögöl volt. Az 1947. év végi árvíz érzékenyen sújtotta Tabajdot. A Nemzeti Bizottság 1948 januárjában 8000 Ft összegyűjtését határozta el az árvízkárosultak megsegítésére.

## Közélete

### Polgármesterei
- 1990–1994: Somogyi Dezső (MDF)[8]
- 1994–1998: Somogyi Dezső (MDF-FKgP-KDNP)[9]
- 1998–2000: Szabados Lajos (független)[10]
- 2000–2002: Dr. Temesszentandrási György (független)[11][12]
- 2002–2006: Dr. Temesszentandrási György (Fidesz)[13]
- 2006–2010: Dr. Temesszentandrási György (Nemzeti Fórum-Fidesz)[14]
- 2010–2014: Dr. Temesszentandrási György (Fidesz-KDNP)[15]
- 2014–2019: Bárányos Csaba (független)[16]
- 2019–2024: Bárányos Csaba (Fidesz-KDNP)[17]
- 2024– : Bárányos Csaba (Fidesz-KDNP)[1]

A településen 2000. szeptember 3-án időközi polgármester-választást (és képviselő-testületi választást) tartottak, a korábbi képviselő-testület önfeloszlatása miatt.

## Népesség
A település népességének változása:
| Lakosok száma | 901  | 906  | 924  | 958  | 1009 | 979  | 978  |
|               | 2013 | 2014 | 2015 | 2021 | 2022 | 2023 | 2024 |

A 2011-es népszámlálás során a lakosok 88,7%-a magyarnak, 1,6% cigánynak, 0,2% németnek, 0,5% románnak mondta magát (11,2% nem nyilatkozott; a kettős identitások miatt a végösszeg nagyobb lehet 100%-nál). A vallási megoszlás a következő volt: római katolikus 29,1%, református 44,4%, evangélikus 0,8%, görögkatolikus 0,1%, felekezeten kívüli 7,5% (16,7% nem nyilatkozott).
2022-ben a lakosság 91,3%-a vallotta magát magyarnak, 1% cigánynak, 0,9% németnek, 0,4% románnak, 0,1-0,1% bolgárnak és ruszinnak, 3,5% egyéb, nem hazai nemzetiségűnek (8,7% nem nyilatkozott; a kettős identitások miatt a végösszeg nagyobb lehet 100%-nál). Vallásuk szerint 30% volt református, 21,3% római katolikus, 6,6% református, 0,5% evangélikus, 0,2% görög katolikus, 1,2% egyéb keresztény, 1,1% egyéb katolikus, 8,9% felekezeten kívüli (36,8% nem válaszolt).

## Nevezetességei
- Római katolikus templom – 1835–1836-ban épült.
- Református templom – 1833-ban épült klasszicista stílusban.
- Tájház.
- Az ország első mezítlábas parkja, melyet 2008-ban hoztak létre.[21][22]

## Híres emberek, akik itt születtek
- Itt született 1880. június 10-én Mészöly Gedeon magyar nyelvtörténész, műfordító, tanszékvezető egyetemi tanár.